# 布莱纳文
布萊納文（Blaenavon, 威爾士語 : Blaenafon）是位於英國威爾士東南部的一座城市。面積17.83平方公里，人口6055人。布萊納文工业景觀2000年正式登錄世界文化遺產。布萊納文的煉鋼業開始發展於1788年，其部分工廠遺址在改造成了景区和博物館。隨著鋼鐵和煤礦產業的發展，布萊納文人口一度超過2萬人。然而在1900年，煉鋼業宣布終止。1980年，煤礦礦山也關閉了。現在布萊納文則是一座觀光都市。

## 外部連結
- Welsh Coal Mines - all the pits, all the histories （页面存档备份，存于）
- Blaenavon Town Council
- Time Team - The Lost Viaduct （页面存档备份，存于）
- Blaenavon Local History Society website （页面存档备份，存于）